# Манифест (ТВ серија)
Манифест (енгл. Manifest) америчка је телевизијска серија коју је створио Џеф Рејк. Премијера је приказана 24. септембра 2018. године. Прати путнике и посаду комерцијалног авиона који се изненада поново појављују након што су пет и по година сматрани мртвима. Главне улоге тумаче Мелиса Роксбург, Џош Далас, Атена Карканис, Луна Блез, Џ. Р. Рамирез, Џек Месина, Парвин Каур, Мет Лонг, Холи Тејлор, Дарил Едвардс и Тај Доран.
У октобру 2018. NBC је наручио додатне епизоде за прву сезону, а затим обновио серију за другу сезону која је приказивана 2020. године, а 2021. наручио и трећу. У јуну 2021. NBC је отказао серију након три сезоне. Након што је Netflix додао на своју платформу, она је одмах била на врху топ-листе гледаности, убедивши Netflix да је обнови за четврту и последњу сезону која се састоји од двадесет епизода, док је први део приказан 4. новембра 2022, а други 2. јуна 2023. године.

## Радња
У овој мистериозној драми, авион необјашњиво нестаје током прекоокеанског лета и враћа се пет година касније након што је проглашен несталим у мору. Време је стало за путнике у авиону, али године су прошле за њихове вољене код куће.

## Улоге
| Глумац          | Улога          |
| --------------- | -------------- |
| Мелиса Роксбург | Мик Стоун      |
| Џош Далас       | Бен Стоун      |
| Атена Карканис  | Грејс Стоун    |
| Џ. Р. Рамирез   | Џаред Васкез   |
| Луна Блез       | Олив Стоун     |
| Џек Месина      | Кал Стоун      |
| Тај Доран       | Кал Стоун      |
| Парвин Каур     | Санави Бал     |
| Мет Лонг        | Зик Ландон     |
| Холи Тејлор     | Анџелина Мајер |
| Дарил Едвардс   | Роберт Венс    |

## Епизоде
| Сезона | Сезона | Епизоде | Епизоде      | Оригинална објава   | Оригинална објава |
| Сезона | Сезона | Епизоде | Епизоде      | Премијера           | Финале            |
| ------ | ------ | ------- | ------------ | ------------------- | ----------------- |
|        | 1.     | 16      | 16           | 24. септембар 2018. | 18. фебруар 2019. |
|        | 2.     | 13      | 13           | 6. јануар 2020.     | 6. април 2020.    |
|        | 3.     | 13      | 13           | 1. април 2021.      | 10. јун 2021.     |
|        | 4.     | 20      | 10           | 4. новембар 2022.   | 4. новембар 2022. |
| 10     | 4.     | 20      | 2. јун 2023. | 2. јун 2023.        |                   |